# 性格數據庫 (網站)

性格数据库

人格數據庫（英語：Personality Database, PDB）是一個討論性格分類的網絡百科全書和論壇，以16型人格爲主，兼有大五人格、九型人格、Socionics和阵营九宫格等。該論壇是一種wiki，采取共同創作模式，收錄各種真實或虛擬人物、動植物乃至國家，公司等抽象實體甚至抽象理論。维基百科在該論壇中被票選為「ISTJ」，而維基愛好者為「INTP」。